# アルビノ・デ・カネパの羅針儀海図

アルビノ・デ・カネパの羅針儀海図、1489年。

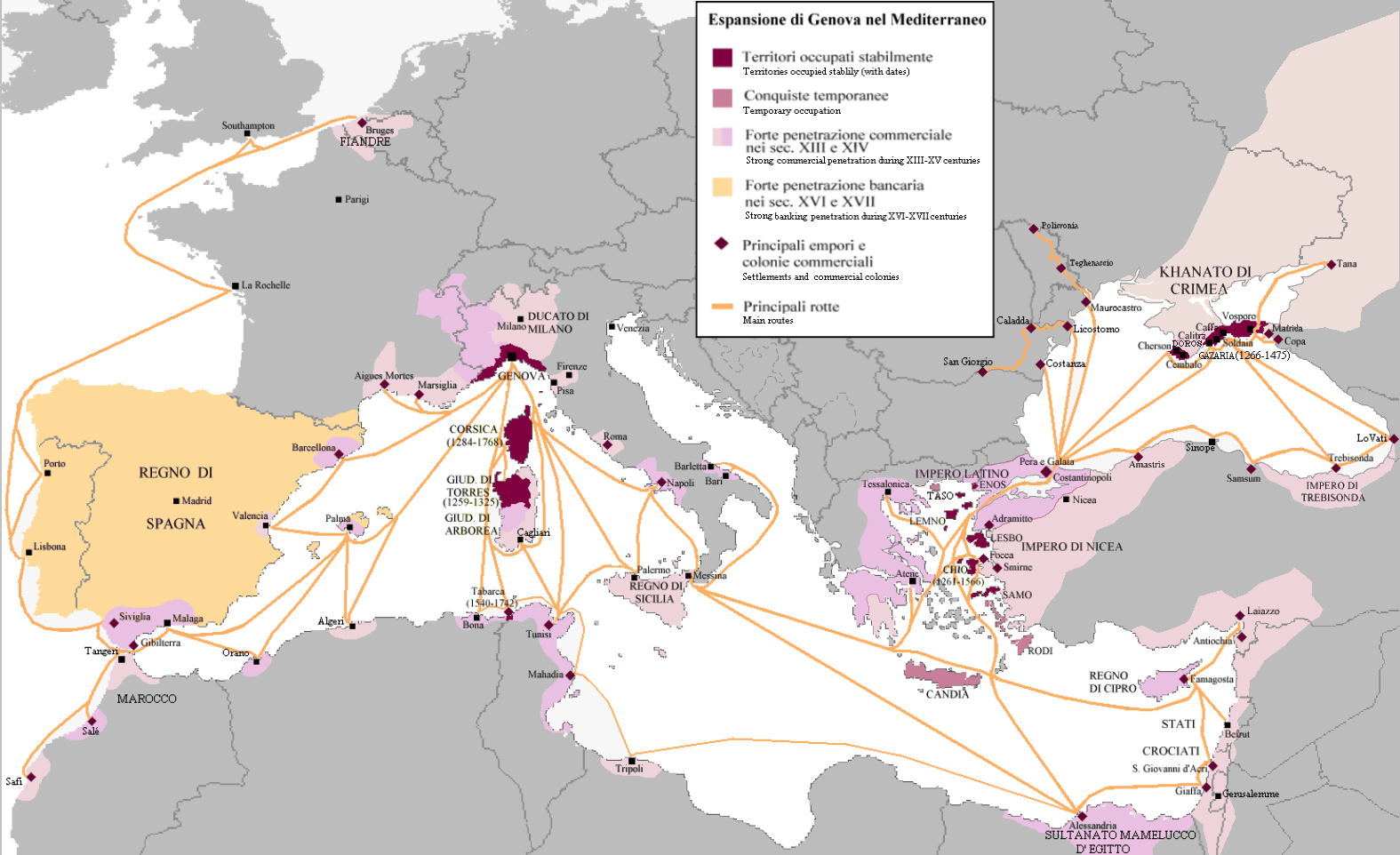
ジェノヴァ共和国の領土、植民地、交易地などを示した地図。

アルビノ・デ・カネパの羅針儀海図（アルビノ・デ・カネパのらしんぎかいず）は、1489年に製作されたとされる羅針儀海図。アルビノ・デ・カネパ (Albino de Canepa) は、ジェノヴァ共和国の人物。カネパや、この地図の由来について、詳しいことは分かっていない。

## 歴史上の位置づけ
この地図は、クリストファー・コロンブスの1492年の航海より前に製作されたものである。そこには、ジェノヴァの船乗りたちの航海についての知識が反映されており、またおそらくは、15世紀のヴェネツィア共和国の船乗りたちの知識でもあったものと思われる。

## 地図表現
地図は、彩色されている。海岸線は赤茶色で引かれている。山は緑色、一部は緑がかった茶色になっている。また、グラナダ王国やノルウェーなどの領域も、それぞれ緑色で表示されている。河川は青い線で描かれている。重要な場所には、そこに関連する領主の旗が記されている。島嶼には様々な色が使われているが、多くは赤か青になっている。

## 地図の精度
北アフリカ側の海岸を含め、地中海は非常に高い精度で表現されている。シチリア島、サルデーニャ島、コルシカ島の相対的な大きさは正確である。ギリシャやキプロスの島々の位置も、概ね正しく描かれている。
こうした精度の高い表現は、ジェノヴァ共和国の植民地がジェノヴァの旗で記されている黒海にまで及んでいる。
南側では、地図製作者の正確な知識の限界が、アトラス山脈までであったことが示されている。他の場所としては、北アフリカの大西洋岸と、ナイル川の下流域が描かれている。紅海も赤い色で表現されている。
西側では、ブルターニュを含むフランスの西海岸、アイルランドとグレートブリテン島の海岸線も、概ね正しく描かれている。しかし、大西洋上には、実際には存在しないアンティリア島やロイロ島など、先行した時代の地図に表現されていた疑存島がいろいろ描かれている。
一方、北ヨーロッパは、ごく粗く、また不正確である。ノルウェー王国には緑色が塗られている。グリーンランドも描かれているが、その位置はボスニア湾の中に位置している。ノルウェーの西に「エスティティランド島 (Insulla Oestitiland)」の描写があるのも特徴であり、海岸線の半分ほどが緑色で表現され、3本の塔がある場所が表現されている。